# Социальное предпринимательство в Польше
Становление социального предпринимательства в Польше началось с 2003 года и во многом связано с вхождением страны в состав Евросоюза. Ключевым является понятие социального кооператива.

## История
Согласно данным европейской организации содействия развитию социального предпринимательства для инновационного и инклюзивного общества (EFESEIIS), зачатки социального предпринимательства в Польше появились в период после окончания Первой мировой войны. Первым социальным предпринимателем Польши эксперты называют общественного и церковного деятеля, основателя сельскохозяйственных кооперативов Вацлава Близинского).

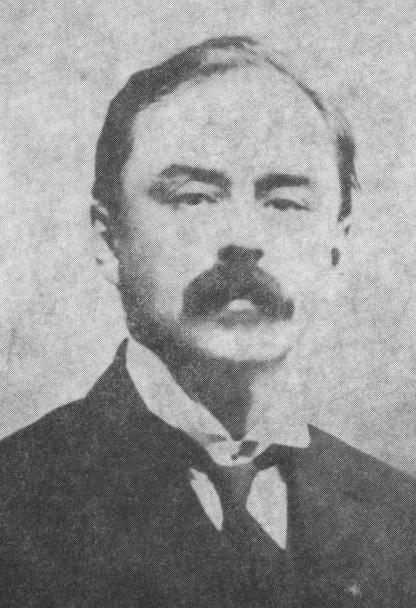
Влодзимеж Вакар — один из основателей Института общественного хозяйства

Изучением рынка труда в то время занимался Институт общественного хозяйства. Его сотрудники собирали информацию о социальных проблемах государства, связанных, в частности, с безработицей в городах и сельской местности. В 1957 году Институт был воссоздан как отделение Школы планирования и статистики. С 1991 года он является частью Варшавской школы экономики.
Новый интерес к социальному предпринимательству возник после 1997 года и связан с принятием польским Сеймом новой Конституции. Важной вехой стало принятие Закона «О социальных кооперативах» в 2006 году. Ему предшествовали Законы 2003 года «Об общественно-полезной и волонтёрской работе» и «О социальной занятости».
В Варшаве ежегодно проводится Национальная конференция по вопросам Общественной экономики. Проведение этих встреч имело большое значение для развития социального предпринимательства в Польше. Немалую роль сыграли также финансовая поддержка Евросоюза и Фонда «Ашока» и сотрудничество с социальными предпринимателями Германии, Дании и Франции. Некоторые эксперты считают важной в становлении польских соцпредприятий и программу Евросоюза EQUAL, действовавшую в период с 2000 по 2006 годы.

## Законодательная база
После вступления Польши в Евросоюз в 2004 году страна стала участником многих европейских социальных программ. Экономика страны сильно отставала от показателей других европейских государств. Безработица была очень высокой, особенно среди людей с ограниченными возможностями (80 процентов из них были безработными на тот период). В течение первых трёх лет членства в Евросоюзе в Польше приняли ряд законов, определивших правовые рамки предпринимательской деятельности социально уязвимых групп населения. Закон «О социальных кооперативах» от 6 июля 2006 года — один из основных нормативно-правовых актов в этой сфере, хотя институт социального кооператива ввели в стране ещё в июне 2004 года Законом «О содействии трудоустройству и учреждениях рынка труда». Понятие социального предприятия в Польше напрямую связано с рыночной деятельностью и предоставлением рабочих мест инвалидам и длительно безработным. Закон регулирует создание общественно-хозяйственных организаций, занимающихся трудоустройством людей, которым необходима общественная интеграция. На начало 2007 года в Польше было зарегистрировано 106 социальных кооперативов с трудоустройством 500 человек. В 2011 — уже 320 социальных кооперативов, а в 2014—1221 кооператив.

Логотип Института социальной политики Варшавского университета

Законом 2006 года предусмотрено три способа создания социального кооператива:
- индивидуальный (основателями являются безработные, инвалиды, бывшие заключённые и наркозависимые);
- институционный (при помощи Центра общественной интеграции или преобразованием Кооператива инвалидов);
- кооператив основывает НКО или орган местного самоуправления.

К 2010 году в Польше работало 10 правительственных центров поддержки социальных кооперативов.
Основатели кооператива освобождаются от регистрационных сборов и могут получить единовременное денежное пособие для начала предпринимательской деятельности в размере, не превышающем 4-кратный размер средней заработной платы на каждого члена основателя социального сотрудничества. Новые члены предприятия также могут рассчитывать на получение денежной помощи, не превышающей 3-кратный размер средней заработной платы. Таким кооперативам даются налоговые послабления.
Муниципальные власти имеют право заказать определённые услуги социальному кооперативу без необходимости проводить тендер.
При создании социального кооператива необходимо, чтобы не менее 50 процентов членов предприятия относились к категории людей, оказавшихся в трудной жизненной ситуации. Иначе кооператив могут ликвидировать.
В Польше действует и более широкое понятие о социальном предпринимательстве — Общественная экономика. Под этим термином подразумевается любая гражданская хозяйственная деятельность, которая не ориентирована на прибыль, несмотря на рентабельность, и ставит перед собой задачу осуществления общественной миссии. Субъектами общественной экономики признаются кооперативы, в том числе социальные, общественные фирмы, общественные объединения и фонды, общества на основе взаимности.
В то же самое время многие специалисты отмечают, что в Польше есть много трудностей в сфере общественной экономики, поскольку нет чёткого закона о социальном предпринимательстве.
Важную научно-исследовательскую работу в этом направлении проводит Институт социальной политики Факультета журналистики и политических наук Варшавского университета. Институт занимается исследованием рынка труда, социального обеспечения и функционирования социального диалога на предприятиях.

## Основные проблемы
К социальным кооперативам отношение в Польше неоднозначное. Многие привыкли воспринимать само понятие кооператива как пережиток коммунистического прошлого. Это тормозит принятие важных законов.

## Польская практика социального предпринимательства

### В сфере экологии
В 2004 году муниципалитет Варшавы организовал сбор и вывоз мусора из жилых домов в рамках проекта экологической организации «ЕКОN». Сбором занимались люди с ограниченными возможностями, всего смогли трудоустроиться почти 400 инвалидов, из них 174 женщины и 18 человек с психическими заболеваниями (по другим данным — трудоустроиться смогли 900 человек). Собранный мусор принимало перерабатывающее предприятие, что также пошло на пользу экологии города.
Социальным можно назвать и сельскохозяйственное предприятие Barka, которое занимается выращиванием и продажей сертифицированных органических продуктов, а также разведением некоторых видов животных в целях сохранения биоразнообразия региона. Подобным занимается и объединение Szkoła Życia. В сельскохозяйственном центре проходят реабилитацию люди с ВИЧ-инфекцией.

### В социальной сфере
В городе Явожно работает Центр социальной интеграции. При нём открыты учебные курсы по кройке и шитью, кулинарные курсы. После прохождения курсов человек может устроиться на более высокооплачиваемую работу. При этом сам центр в процессе подготовки специалистов зарабатывает, выполняя заказы по пошиву штор, постельных принадлежностей или праздничных костюмов для учреждений местного самоуправления, школ и больниц.

### Ассоциация региональной кооперации
В Хожуве действует Ассоциация региональной кооперации, организовавшая «Виртуальный Инкубатор для общественной экономики». Центр помогает людям в реализации их предпринимательских идей, проводит анализ рынка, а также сам выявляет потребности населения с целью создания новых предприятий.